# José Diego Jara
José Diego Jara Vidal es un ciclista profesional nacido en Beniaján (Murcia, España) en 1974. Actualmente es uno de los deportistas más destacados en la modalidad de ciclismo adaptado, deporte en el que ha obtenido el título de Campeón del Mundo (C5) en 2011. Fue seleccionado para participar en los Juegos Paralímpicos de Londres 2012.